# イット・マイト・アズ・ウェル・レイン・アンティル・セプテンバー
「イット・マイト・アズ・ウェル・レイン・アンティル・セプテンバー」（It Might as Well Rain Until September）は、キャロル・キングが1962年に発表したシングル曲。

## 概要
「サヨナラ・ベイビー」によってボビー・ヴィーに全米チャート1位をもたらしたキャロル・キングとジェリー・ゴフィンは、1962年、ヴィーのために本作品を書き上げた。しかしヴィーの事務所はシングルとして発表することを認めなかった。彼が録音したバージョンとキングが吹き込んだデモテープを聴き比べたアルドン・ミュージックのドン・カーシュナーはキングのデモに惚れ込み、彼女のものをそのままシングルとして発表することを決めた。
1962年8月、「Nobody's Perfect」と両A面でディメンション・レコードから発売された。同年10月6日から10月13日にかけてビルボード・Hot 100で2週連続22位を記録した。イギリスで特別にヒットし、全英シングルチャートの3位を記録した。
ボビー・ヴィーのバージョンは1963年4月発売のアルバム『The Night Has A Thousand Eyes』に収録されている。イギリスのヘレン・シャピロが1964年のアルバム『Helen Hits Out』の中でカバーした。
その他ではゲイリー・アンド・デイヴ（1974年）、スーザン・カウシル（1976年）、チャイルド（1978年）らのカバー・バージョンがある。